# 花風
『花風』（はなかぜ）は、aikoのメジャー通算16作目のシングルで、ポニーキャニオンから2004年9月1日に発売。

## 概要
- このシングルは当初コピーコントロールCDとして発売されたが、2008年5月21日より通常のCDで再出荷されることになった。また、このシングルが最後のコピーコントロールCDでのリリースとなった。
- 初回限定盤はカラートレイ仕様となっている。ジャケット写真は初回盤と通常盤共に同じだが、文字の色が初回盤は赤、通常盤は白という違いがある。裏ジャケットは写真が違う。
- 「花風」のミュージック・ビデオは、aikoがテレビ番組に出演しているような内容に制作された[1]。
- 「花風」で、NHK紅白歌合戦に通算3度目の出場を果たした。『1球の緊張感 THE LIVE2004』（日本テレビ）イメージソングとしてタイアップされた。
- 「洗面所」は、ゲームボーイアドバンス用ソフト『ファイアーエムブレム 聖魔の光石』CMソングとしてタイアップされた。

## 曲目
1. 花風
2. 洗面所
3. ポニーテール
4. 花風（instrumental）

- 全曲 作詞・作曲:AIKO、編曲:島田昌典